# Тадасигэ, Оно
Тадасигэ Оно (яп. 小野忠重•おのただしげ, 19 января 1909 — 17 октября 1990) — японский художник-график.

## Биография
Рано проявил художественные способности. Первые собственные произведения показал на выставке в пятнадцатилетнем возрасте. Бурная политическая жизнь Японии увлекла молодого художника в собственный водоворот и в 20-летнем возрасте он стал деятелем движения «За пролетарское искусство». В 1929 году принимал участие в выставке с пролетарской тематикой.
В 1932 году был одним из организаторов «Нового общества гравюры». Бушующее течение художественной жизни Японии начальных десятилетий XX века характеризовалось пылкими дискуссиями и не менее напряженными поисками. Одни художники настаивали на быстром усвоении художественного опыта Западной Европы и США, как это делалось в промышленном производстве по усвоению новых технологий (итальянская перспектива, техника масляной живописи, рисование на холсте, а не на бумаге или шелке, японская «Ёга», живопись европейского образца), другие декларировали сохранение традиционных жанров и технологий, которые имели национальную окраску и национальные технологии. Хотя было понятно, что все проблемы современности Японии традиционными технологиями не решить.

## Художественная манера и перерыв в творчестве
(«Новая гравюра»)
Художественные поиски Тадасигэ Оно были приближены к экспрессивному искусству наподобие произведений последних периодов Кете Кольвица или Георга Гросса с их драматизмом и значительным обобщением образов. Тадасигэ Оно пошел ещё дальше в обобщении и использовании чисто геометрических форм, приближенных к европейскому кубизму. Художник, однако, остался совершенно равнодушным к достижениям французского импрессионизма, который тоже культивировал наблюдение за превратностями мира и освещение. В годы политической реакции и милитаризма в Японии, когда альтернативные художественные общества были запрещены, художник покинул творчество вообще. Большинство произведений раннего периода уничтожено и известны лишь по фото и репродукциями.

## Восстановление творческой практики
Он вернулся к творчеству лишь в послевоенные годы, после военного поражения Японии во 2-й мировой войне. Сохранил художник и произведенную ранее сильно обобщенную художественную манеру и геометризм образов. Но начал использовать контрастные цвета, которые несколько уменьшали чёрные цвета, которые преобладали в гравюрах художника. Осталась в графике мастера и драматическая атмосфера даже в пейзажах, близкая к мировосприятию европейских представителей мизерабилизма, пессимистичным и депрессивным. Напряженными и драматичными предстают в гравюрах художника даже пейзажи европейских городов ("Панорама Вены ", 1962) или даже барочных ступеней в Риме.
Для традиционного искусства Японии, тяготеющего к медитации и наблюдениями за туманами, облаками, горами, водопадами, с отказом от сильных движений и драматических сюжетов (если не брать изображения воинов и фотографий батальных сцен) эта атмосфера подавленности в пейзажах была чем-то новым и необычным. Как и отражение в произведениях противоречий японского урбанизма, одиночества и растерянности людей перед проблемами. При этом сюжеты его гравюр упрощенные, примитивизированные или вообще бессюжетные («Канал в синих тонах», 1957, «Мемориал в Хиросиме», 1959, «Морские ворота», 1960, «Птицы на скалах» 1960). Не пользовался художник и раскатом красок с тонкими переходами цветов, который так любили традиционные японские мастера гравюры в пейзаже — Андо Хиросигэ, Хокусай и др. Для восприятия некоторых гравюр нужны осведомленность зрителя в истории («Мемориал в Хиросиме») или в экологических проблемах мира («Загрязнение моря», 1975).

## Избранные гравюры
- «Завод», 1956
- «Путь», 1957
- «Канал. Осака», 1957
- «Канал в синих тонах», 1957
- «Мемориал в Хиросиме» или «Воды Хиросимы», 1959
- «Морские ворота», 1960
- «Птицы на скалах», 1960
- «Приморская улица. Крыши», 1960
- «Птицы на лужайке», 1960
- «Панорама Вены», 1962
- «Улица в Ленинграде», 1962
- «Порт Находка», 1962
- «Ранок», 1964
- «Деревья у моря», 1965
- «Лестница в Риме», 1965
- «Улочка. Помпеи»
- «Печатники гравюр»
- «Рыбный рынок»
- «Пейзаж города. Улочка», 1965
- «Жаркое солнце», 1965
- «Окраина города», 1969
- «Льда на море», 1969
- «Порт», 1972
- «Река Сумида. Токио», 1975
- «Побережье», 1975
- «Загрязнение моря», 1975